# 海基·希尔沃宁
海基·希尔沃宁（芬蘭語：Heikki Hirvonen，1895年2月8日—1973年8月19日），芬兰男子冬季两项运动员。他曾代表芬兰参加1924年冬季奥林匹克运动会军事巡逻比赛，获得一枚银牌。